# Mactra
Mactra é um gênero de moluscos bivalves da família Mactridae e ordem Veneroida.

## Espécies
- Mactra abbreviata Lamarck, 1818
- Mactra achatina Holten, 1802
- Mactra acuminella (Finlay, 1930) †
- Mactra aequisulcata Sowerby III, 1894
- Mactra alta Deshayes, 1855
- Mactra antiquata Spengler, 1802
- Mactra aphrodina Reeve, 1854
- Mactra artensis Montrouzier Fischer, 1859
- Mactra australis Lamarck, 1818
- Mactra carteri Beu, 2006 †
- Mactra chinensis Philippi, 1846
- Mactra chrydaea Suter, 1911 †
- Mactra cordiformis Reeve, 1854
- Mactra crossei (Dunker, 1877)
- Mactra cumingii Reeve, 1854
- Mactra cuneata Gmelin, 1791
- Mactra cygnus Gmelin, 1791
- Mactra deshayesi Mayer, 1867
- Mactra dissimilis Reeve, 1854
- Mactra eburnea Philippi, 1849
- Mactra eximia Reeve, 1854
- Mactra fuegiensis E. A. Smith, 1905
- Mactra gigas Nowell-Usticke, 1969
- Mactra glabrata Linnaeus, 1767
- Mactra glauca Born, 1778
- Mactra grandis Gmelin, 1791
- Mactra guidoi Signorelli & F. Scarabino, 2010
- Mactra inaequalis Reeve, 1854
- Mactra incarnata Reeve, 1854
- Mactra incerta E. A. Smith, 1885
- Mactra iridescens Kuroda & Habe in Habe, 1958
- Mactra isabelleana d'Orbigny, 1846
- Mactra jacksonensis E. A. Smith, 1885
- Mactra kanakina S. M. Souverbie, 1860
- Mactra largillierti Philippi, 1849
- Mactra lilacea Lamarck, 1818
- Mactra luzonica Reeve, 1854
- Mactra maculata Gmelin, 1791
- Mactra marplatensis Doello-Jurado, 1949
- Mactra marwicki Beu, 2006 †
- Mactra mitis Reeve, 1854
- Mactra nipponica Kuroda & Habe in Kuroda & al., 1971
- Mactra ochracea Martens, 1880
- Mactra olorina Philippi, 1846
- Mactra opposita Reeve, 1854
- Mactra ordinaria E. A. Smith, 1898
- Mactra patagonica d'Orbigny, 1846 †
- Mactra paulucci Aradas & Benoit, 1872
- Mactra petitii d'Orbigny, 1846
- Mactra pulchella Philippi, 1846
- Mactra pura Reeve, 1854
- Mactra pusilla A. Adams, 1856
- Mactra quadrangularis Reeve, 1854
- Mactra queenslandica E. A. Smith, 1914
- Mactra quirosana Hodson, 1931
- Mactra rochebrunei Lamy, 1916
- Mactra sauliana Gray, 1838
- Mactra semistriata Reeve, 1854
- Mactra sericea Reeve, 1854
- Mactra stultorum (Linnaeus, 1758)
- Mactra thaanumi Dall, Bartsch & Rehder, 1938
- Mactra fragilis Gmelin, 1791
- Mactra turgida Gmelin, 1791
- Mactra violacea Gmelin, 1791
- Mactra westralis Lamprell & Whitehead, 1990